# Al-Nurimoskén
Al-Nurimoskén var en moské i Mosul i Irak. Den uppfördes åren 1172–1173. Ett typiskt kännetecken för moskén var den lutande minareten.
2014 användes moskén av Islamiska staten när de utropade sitt så kallade kalifat. Den 21 juni 2017 förstördes moskén av Islamiska staten under slaget om Mosul.